# Musique espagnole

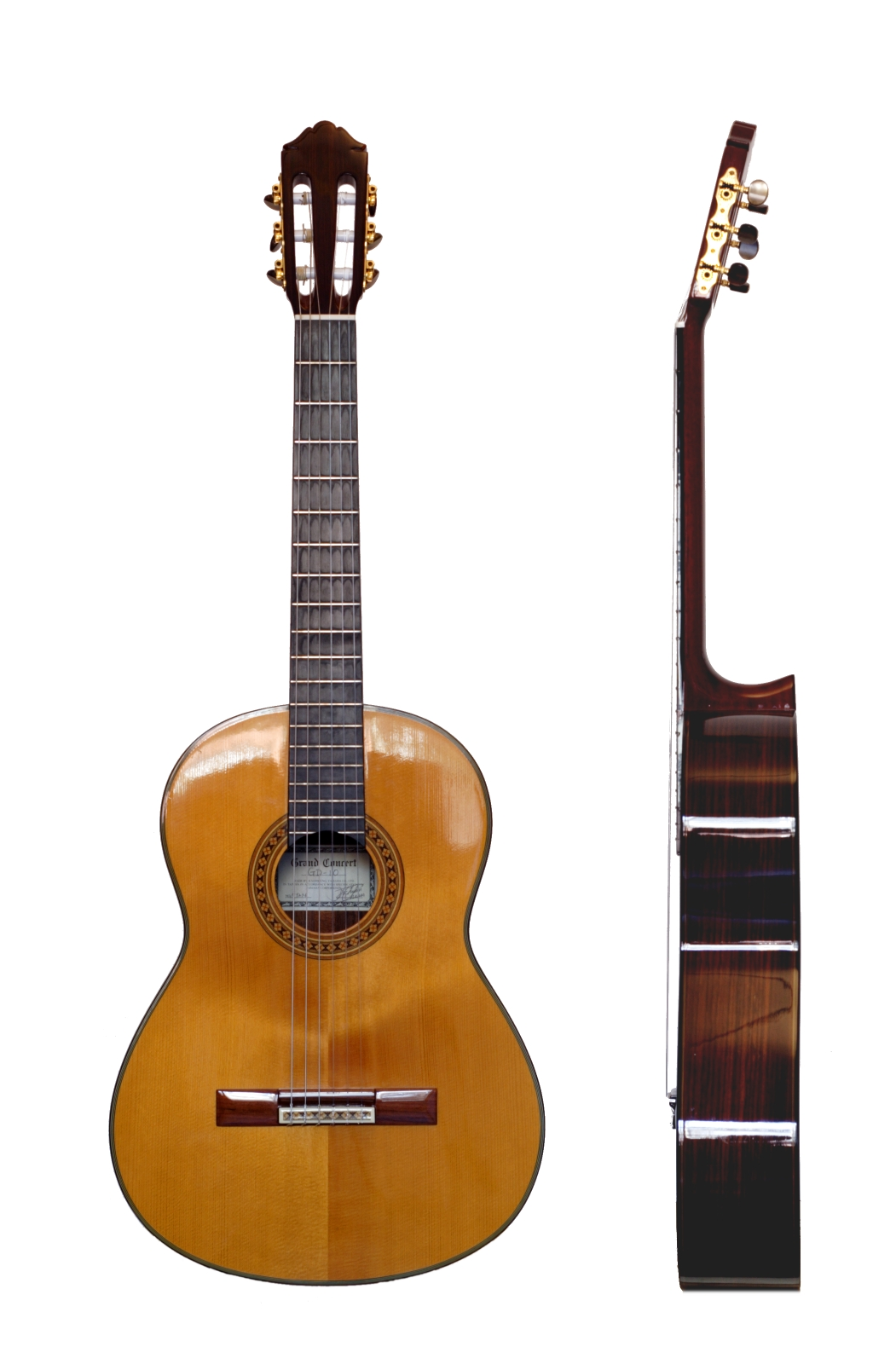
Guitare classique.

La musique espagnole est d’une grande richesse et ne saurait se limiter au seul flamenco, auquel on assimile de façon réductrice trop souvent cette musique, ni même à la seule guitare, instrument espagnol par excellence (mais aussi universel). Pour ce qui est de sa musique folklorique, elle emprunte des formes très diverses, suivant les régions d’Espagne, parfois influencées par celles d’autres ethnies. Pour ce qui est de sa musique savante ou écrite, elle porte des caractères propres, parfois puisés aux sources du folklore et parfois dans les traditions polyphoniques locales (religieuses notamment), mais qui aussi s’inscrit dans le caractère d’autres musiques savantes européennes (Italie surtout, mais également France et Allemagne),,,.

## Musique classique

### Musique médiévale
Parmi les artistes du genre : Alphonse le Sage et Isidore de Séville.

### Renaissance et baroque
Parmi les artistes et ensembles du genre Renaissance : Johannes Cornago, Tomás Luis de Victoria, Francisco Guerrero, Cristóbal de Morales, Diego Pisador, Alonso Lobo, Luis de Milán, Bartomeu Carceres, Joan Cabanilles, Antonio de Cabezón, Juan del Encina, Mateo Flecha et Luys de Narváez.
Parmi les artistes et ensembles du genre baroque : Sebastián Durón, Juan Hidalgo, Antonio Literes, José de Nebra, Gaspar Sanz, Padre Soler (Antonio Soler dit), Juan de Navas, Cristóbal Galán, Juan de Serqueira, Domenico Scarlatti, Luis de Briceño, Francisco Correa de Arauxo, Mateo Romero, Tomás de Torrejón y Velasco, et Alonso Mudarra.
Une partie de la musique espagnole est faite dans et pour les vice-royautés américaines. De cette musique vice-royale, d'immenses collections de partitions sont parfois conservées, comme celles des missions jésuites de Chiquitania et de Moxos (Archivo Musical de Chiquitos, Biblioteca y Archivo Nacional de Bolivia), ou des recueils de chants dans divers fonds d'archives de la péninsule, comme l'Archivo General de Indias à Séville. Les compositeurs entre les deux continents ou entièrement américains sont Juan Gutiérrez de Padilla (1590-1664), Juan de Araujo (1646-1712), José de Orejón y Aparicio (1706 ?-1765), l'Italien Ignacio Jerusalem (1707-1769) et Domenico Zipoli (1688-1726), Manuel de Sumaya ou Zumaya (1678-1755), Antonio Durán de la Motta (1675-1736) et Manuel de Mesa y Carrizo (deuxième tiers du XVIIIe siècle-après 1803), ainsi que Tomás de Torrejón, déjà cité.
Parmi les compositeurs remarquables de la première moitié du XVIIIe siècle espagnol, citons Sebastián Durón (1660-1716), José de Torres (1670/72-1738), Francisco Valls (1671-1747), Antonio de Literes (1673-1747), Pedro Rabassa (1683-1767), Juan Francés de Iribarren (1699-1767) et José de Nebra (1702-1768). Antonio Soler et Antonio Abadía sont d'autres compositeurs de la fin du baroque et du début du classicisme.

### Musique de la période classique
Parmi les artistes et ensembles du genre : Juan Crisóstomo de Arriaga, Manuel García, Antonio Rodríguez de Hita, Fernando Sor, Vicente Martín y Soler, Blas de Laserna, Pablo Esteve, Tomás de Iriarte, Luigi Boccherini, José Castel, Fabian García Pacheco, Ramón Carnicer, Dionisio Aguado, José Teixidor y Barceló, et Hipòlit Trullàs.

### Musique romantique
Parmi les artistes et ensembles du genre : José Melchor Gomis, Marcial del Adalid, Joaquín Gaztambide, Rafael Hernando, Emilio Arrieta, Francisco Asenjo Barbieri, Cristóbal Oudrid, Miguel Marqués, Federico Chueca, Tomás Bretón, Ruperto Chapí, Gerónimo Giménez, Felipe Pedrell, Pablo de Sarasate, et Basilio Basili.

## Musique traditionnelle

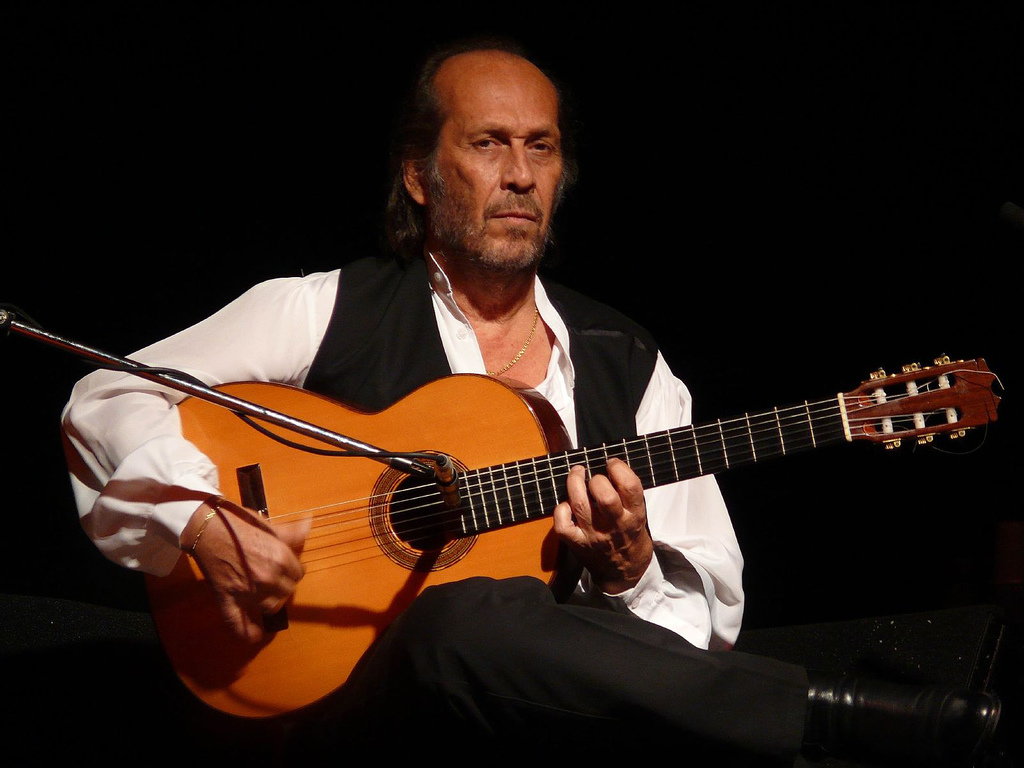
Paco de Lucia.

La musique traditionnelle peut se diviser en deux branches principales : le flamenco et les musiques folkloriques. Le flamenco est un genre musical spécifique, venu des Gitans d’Espagne ; à la façon dont le jazz, aux États-Unis provient des Afro-Américains. Et à la façon du jazz, il s’agit d’un genre créatif qui manifeste depuis sa naissance de constantes évolutions. Les musiques folkloriques restent, elles, plus ou moins figées ; elles sont souvent issues du terroir et de traditions locales. Même si elles ont reçu des influences venues d’ailleurs et de l’Histoire mouvementée du pays (influences celtiques, romaines, wisigothiques, arabes ou amérindiennes).
À noter que la véritable musique folklorique andalouse, actuellement tombée en désuétude, n’est pas le flamenco (contrairement à l’idée répandue), mais des sortes de mélopées modales (un peu comme les musiques bretonnes). De même que le jazz n’est pas le folklore du Sud des États-Unis. Quand bien même l’Andalousie serait en grande partie le berceau du flamenco, dont elle a fait d’une certaine manière son « folklore ». Quant à la musique dite arabo-andalouse, il s’agit d’une musique du Maghreb, qui porte certainement la trace de l’ancienne Andalousie sous domination arabe. À noter que la musique mozarabe (ou « non arabe » au sens étymologique), est celle des chrétiens de la péninsule ibérique au Moyen Âge, et uniquement à cette époque, qui s’apparenterait à du chant grégorien.
Les genres nationaux comprennent :
- Aguinaldo
- Alalá (es)
- Alborada
- Alegría
- Auroros
- Boléro
- Bulería
- Cancion
- Cant d'estil
- Cartagenera
- Chaconne
- Fandango
- Farruca
- Flamenco
- Folia
- Goig
- Jácara
- Jota
- Malagueña
- Marionas
- Minera
- Moros y Cristianos
- Nadal
- Opéra espagnol
- Parado
- Parranda
- Pasodoble
- Passacalles
- Redoblat
- Romance
- Rumba flamenca
- Sarabande
- Séguédille
- Sevillana
- Soleá
- Taranta
- Tango flamenco
- Tonadas
- Tonadilla
- Tonos (Tonos humanos)
- Trilla
- Verdiales
- Vetlatori
- Villancico
- Ximbomba
- Zambra
- Zarzuela

## Musique folklorique
Parmi ses genres : bal, copla , banda  et sardane.

### Flamenco
Le flamenco, fortement influencé par le folklore andalou traditionnel, est généralement associé au peuple gitan. Il pourrait être un descendant partiel de la musique maure du 8e au XVIIe siècle. Les influences de la musique sacrée byzantine et de la musique égyptienne, pakistanaise et indienne peuvent également avoir joué un rôle dans la formation de cette musique. Cependant, la plupart des spécialistes estiment que le flamenco est une forme de musique de scène du XVIIIe siècle et du début du XIXe siècle, comme le tango, le rébétiko ou le fado, même s'ils admettent des influences possibles de ces sources.
Les premières références sérieuses sont peut-être gravées dans les Cartas Marruecas de José Cadalso en 1774. Son origine en tant que spectacle public se situe probablement à Cadix, Jerez de la Frontera, Triana et Utrera. Il existe trois formes principales : le chant, la danse et la guitare (toque).

## Musique populaire

### Rock
Le rock émerge en Espagne relativement tôt. Les premiers albums de Bill Haley and His Comets, Elvis Presley et autres solistes, ont été publiés avec une certaine régularité - et quelques mois en retard - dans le pays dès 1956-1957. Elle ne fait aucun écho au sein de la presse ; du moins dans les premiers mois. Le système politique de l'époque, était une dictature autoritaire de type conservateur - la dictature du général Franco - qui, à la fin des années 1950, essayait de s'intégrer dans le contexte européen, abandonnant par la force les voies semi-fascistes des années 1940, et présentant une certaine ouverture socioculturelle et esthétique.

### Hip-hop
L'un des facteurs qui contribueront au développement et à la popularisation de la culture hip-hop dans le pays est la présence de bases militaires américaines sur le sol espagnol. Les militaires, en particulier ceux de descendance afro-américaine, écoutaient du rap dans leur base via des stations de radio, notamment. L'une des bases notables souvent citée comme point d'entrée du rap en Espagne est la base aérienne de Torrejon près de Madrid.

### Musique électronique

#### Makina
La makina est initialement connue comme un sous-genre, ou une composante, d'un genre musical appelé bakalao,,. Pendant l'été 1987, le bakalao, mélange des sonorités pop et dance, se popularise à partir des clubs valenciens dans de nombreuses régions espagnoles et dans les pays frontaliers,. Il existe plusieurs points auxquels le bakalao est possiblement rattachée.
En 2002, l'émission télévisée Operación Triunfo est lancée en Espagne, et popularise massivement la musique pop dans le pays. Par conséquent, à cette période, les clubs jouant de la makina remplacent le genre par de la pop ou de la musique house, et réduisent alors le nombre d'auditeurs adeptes à la makina.
Le style musical semble également s'essouffler dans les années 2010 en Europe. Une partie des makineros pense que la fermeture du Xque original en 2007 sonne le glas de la makina. L'ouverture de l'Activa ne permet pas de redonner un second souffle. Dans les années 2010, le genre garde une audience limitée dans certaines régions. Selon Ruboy, pionnier du genre, la makina demeure dynamique au Japon. Elle reste également très dynamique au Royaume-Uni, en particulier à Newcastle,,. Buenri participe au festival The Kings of Hardcore le 31 octobre 2017 avec un set makina.

## Instruments traditionnels

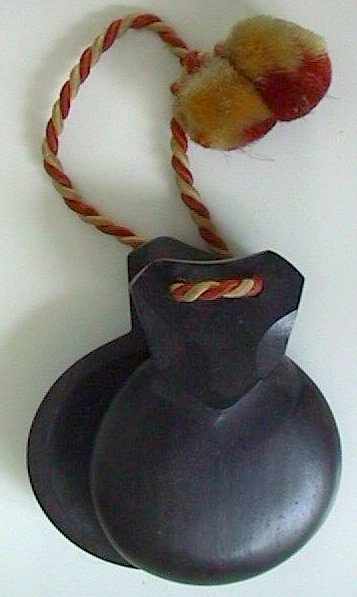
Castagnettes.

Les instruments à vent comprennent : alboka, cuerno, cunchas, dulzaina, flaviol, flauta, gaita, gralla, ocarina, pitos o putos, pitu cabrero, reclam de xeremies, silbato, siringa, tenora, trompa, txalaparta, txistu, xeremies, xirimia, et xiureles. Les instruments à cordes comprennent : archilaúd (laúd bajo), arpa céltica, bandurria, dulcimer, casasimarro, guitarra , guitarrico, laúd, rabel, tiple, timple, vihuela, violín de verdiales, et zanfona.
Les percussions sont : almirez, atabal, birimbao, bombo, campana, caña, cántaro, carraca, carracón, carrañaca, cascabeles, castagnettes, cencerros, charrasco, címbalos, esquilas, guimbarde, matraca, palos de paloteo, pandeiro, pandereta, platillos en bronce, sonaja, planche à laver, tambora, tambori, tamboril, tarrañolas, triangle, vasos, ximbomba, zambomba.